# Mozilla Application Suite
Za članek o Firefoxu glejte Mozilla Firefox. Za skupnost glejte Mozilla.
Mozilla Application Suite (slovensko: Zbirka programov Mozilla; tudi Mozilla Suite ali samo Mozilla) je bila zbirka internetnih programov, ki jo je razvijala Mozilla od leta 1998 do 2006. Razvita je bila iz kode Netscapovega Communicatorja.
Programsko zbirko Mozilla je sestavljalo pet programov:
- brskalnik (danes Firefox),
- odjemalec e-pošte (danes Thunderbird),
- ustvarjalec spletnih strani Mozilla Composer (danes vključen v zbirko SeaMonkey),
- elektronski adresar (danes del Thunderbirda),
- odjemalec za klepet IRC (danes vključen v Thunderbird).

Uporaba Mozille ni nikoli presegla 3 % in razvijalci so se osredotočili na razvijanje samostojnih programov, kot sta Firefox in Thunderbird. Danes pa je zbirka prenovljenih programov imenovana SeaMonkey.